# Liga Europea de la FIBA 1995-96
La trigésimo novena edición de la Copa de Europa de Baloncesto, denominada desde cuatro años atrás Liga Europea de la FIBA, fue ganada por el conjunto griego del Panathinaikos, 
que consiguió su primer título y derrotó en una polémica final al F. C. Barcelona, y que se disputó en el Palais Omnisports de Paris-Bercy de París. La gran final fue un compendio de irregularidades arbitrales, que perjudicaron los intereses del F. C. Barcelona, un tapón ilegal a falta de 5 segundos de Stojan Vranković sobre José Antonio Montero y diversas irregularidades en el reloj de posesión.

## Primera ronda
| Equipo 1               | Agr.    | Equipo 2              | Ida    | Vuelta |
| ---------------------- | ------- | --------------------- | ------ | ------ |
| Dinamo Tbilisi         | 139–178 | Žalgiris              | 70–78  | 69–100 |
| Stavex Brno            | 175–186 | Fidefinanz Bellinzona | 106–93 | 69–93  |
| Kalev                  | 174–138 | Danone-Honvéd         | 78–57  | 96–81  |
| Dinamo Tirana          | 130–156 | Forest Sibiu          | 63–87  | 67–69  |
| Sankt Pölten           | 131–153 | APOEL                 | 60–67  | 71–86  |
| Čelik                  | 136–142 | Baník Cígeľ Prievidza | 68–71  | 68–71  |
| Oostende               | 156–125 | Alvik                 | 79–61  | 77–64  |
| Résidence              | 161–184 | Sheffield Sharks      | 79–99  | 82–85  |
| Kouvot                 | 173–185 | Hapoel Galil Elyon    | 92–82  | 81–103 |
| Rabotnički             | 134–147 | Budivelnyk            | 65–64  | 69–83  |
| Mazowzanka             | 147–167 | Zrinjevac             | 79–74  | 68–93  |
| Pleven                 | 178–185 | Partizan              | 83–93  | 95–92  |
| Rene Coltof Den Helder | 139–182 | Pau-Orthez            | 72–94  | 57–88  |

## Segunda ronda
| Equipo 1              | Agr.    | Equipo 2            | Ida    | Vuelta |
| --------------------- | ------- | ------------------- | ------ | ------ |
| Žalgiris              | 122–145 | Panathinaikos       | 56–59  | 66–86  |
| Fidefinanz Bellinzona | 162–223 | CSKA Moscow         | 88–107 | 74–116 |
| Kalev                 | 148–172 | Buckler Bologna     | 65–81  | 83–91  |
| Forest Sibiu          | 139–221 | Maccabi Elite       | 74–99  | 65–122 |
| APOEL                 | 116–139 | Cibona              | 70–82  | 46–57  |
| Baník Cígeľ Prievidza | 162–184 | Benetton Treviso    | 87–91  | 75–93  |
| Sunair Oostende       | 149–155 | Ülker               | 74–69  | 75–86  |
| Sheffield Sharks      | 132–145 | Real Madrid         | 57–67  | 75–78  |
| Hapoel Galil Elyon    | 137–176 | Iraklis Aspis       | 83–91  | 54–76  |
| Budivelnyk            | 161–179 | Bayer 04 Leverkusen | 98–77  | 63–102 |
| Zrinjevac             | 136–165 | Unicaja             | 70–85  | 66–80  |
| Partizan              | 159–176 | Benfica             | 64–64  | 95–112 |
| Pau-Orthez            | 193–146 | Smelt Olimpija      | 96–71  | 97–75  |

Clasificados automáticamente para la fase de grupos
- F. C. Barcelona
- Olympiacos
- Olympique Antibes

## Fase de grupos
|  | Los cuatro primeros de cada grupo se clasifican para cuartos de final |

|    | Equipo              | Par. | Pts. | G  | P  | PF   | PC   |
| -- | ------------------- | ---- | ---- | -- | -- | ---- | ---- |
| 1. | CSKA Moscow         | 14   | 24   | 10 | 4  | 1162 | 1081 |
| 2. | Benetton Treviso    | 14   | 24   | 10 | 4  | 1157 | 1096 |
| 3. | Olympiacos          | 14   | 24   | 10 | 4  | 1132 | 1046 |
| 4. | Ülker               | 14   | 20   | 6  | 8  | 1078 | 1104 |
| 5. | Unicaja             | 14   | 20   | 6  | 8  | 1104 | 1081 |
| 6. | Olympique Antibes   | 14   | 20   | 6  | 8  | 1108 | 1169 |
| 7. | Bayer 04 Leverkusen | 14   | 19   | 5  | 9  | 1067 | 1112 |
| 8. | Iraklis Aspis       | 14   | 17   | 3  | 11 | 945  | 1064 |

|    | Equipo          | Par. | Pts. | G  | P  | PF   | PC   |
| -- | --------------- | ---- | ---- | -- | -- | ---- | ---- |
| 1. | F. C. Barcelona | 14   | 24   | 10 | 4  | 1145 | 1077 |
| 2. | Real Madrid     | 14   | 23   | 9  | 5  | 1108 | 1079 |
| 3. | Panathinaikos   | 14   | 23   | 9  | 5  | 1035 | 1007 |
| 4. | Pau-Orthez      | 14   | 22   | 8  | 6  | 1127 | 1092 |
| 5. | Buckler Bologna | 14   | 20   | 6  | 8  | 1181 | 1149 |
| 6. | Maccabi Elite   | 14   | 20   | 6  | 8  | 1105 | 1143 |
| 7. | Cibona          | 14   | 20   | 6  | 8  | 1011 | 1052 |
| 8. | Benfica         | 14   | 16   | 2  | 12 | 1046 | 1159 |

## Cuartos de final
Los equipos mejor clasificados jugaban los partidos 2 y 3 en casa.
| Equipo 1      | Agr. | Equipo 2         | Ida    | Vuelta | 3er partido |
| ------------- | ---- | ---------------- | ------ | ------ | ----------- |
| Pau-Orthez    | 1–2  | CSKA Moscú       | 78–65  | 89–104 | 74–83       |
| Panathinaikos | 2–1  | Benetton Treviso | 70–67  | 69–83  | 65–64       |
| Ülker         | 0–2  | F. C. Barcelona  | 77–105 | 66–96  |             |
| Olympiacos    | 1–2  | Real Madrid      | 68–49  | 77–80  | 65–80       |

## Final Four

### Semifinales
9 de abril, Palais Omnisports de Paris-Bercy, Paris
| Equipo 1        | Resultado | Equipo 2      |
| --------------- | --------- | ------------- |
| CSKA Moscú      | 71–81     | Panathinaikos |
| F. C. Barcelona | 76–66     | Real Madrid   |

### Tercer y cuarto puesto
11 de abril, Palais Omnisports de Paris-Bercy, Paris
| Equipo 1   | Resultado | Equipo 2    |
| ---------- | --------- | ----------- |
| CSKA Moscú | 74–73     | Real Madrid |

### Final
| 11 de abril de 1996 | Panathinaikos                                                             | 67–66                | F. C. Barcelona                                                              | |  |
|                     | Parciales: 35-25, 32–41                                                   |                      |                                                                              | |  |
|                     | Estadísticas Fragkiskos Alvertīs 17 Dominique Wilkins 10 Nikos Ekonomou 5 | Reporte Pts Reb Asts | Estadísticas 23 Artūras Karnišovas 8 Artūras Karnišovas 6 Artūras Karnišovas | Pabellón: Palais Omnisports de Paris-Bercy, París Asistencia: 12.500 espectadores Árbitros: Reuven Virovnik (ISR), Pascal Dorizon (FRA) |  |

| Campeón de la Liga Europea de la FIBA 1995–96 |
| --------------------------------------------- |
| Panathinaikos 1.er título                     |

### Clasificación final
|  | Equipo          |
|  | --------------- |
|  | Panathinaikos   |
|  | F. C. Barcelona |
|  | CSKA Moscú      |
|  | Real Madrid     |